# 전국동시지방선거
전국동시지방선거는 지방의회을 선출하기 위한 대한민국의 선거이다. 대한민국 헌법에 따르면 대통령은 국민의 보통·평등·직접·비밀선거에 의하여 선출한다.

## 선거일 및 선거기간
후보자 등록 마감일 후 6일부터 선거일까지의 선거기간은 14일이며, 지방의회의원, 지방자치단체장, 교육감의 임기 만료일전 30일부터 첫 번째로 돌아오는 수요일(5월 31일~6월 4일 사이 또는 6월 12일~6월 13일)에 선거를 시행한다. 선거일이 국민 생활과 밀접한 관련이 있는 민속절 또는 공휴일인 때와 선거일 전날이나 그 다음날이 공휴일인 때에는 그 다음주의 수요일로 한다.

## 선거권과 피선거권
- 선거권과 피선거권은 만 18세 이상의 대한민국 국민에게 부여된다.

## 투표
- 투표시간 : 오전 6시 ~ 오후 6시

## 당선자의 결정
- 지방자치단체장, 교육감
  - 유효 투표의 다수를 얻은 자(단, 최고 득표자가 2인 이상인 때에는 연장자 순)
  - 투표 마감 시각 전까지 후보자가 1인이 될 경우 그 후보자를 당선자로 결정한다.

- 지방의회의원
  - 지역구의 경우 유효투표의 다수를 얻은 자(단, 최고 득표자가 2인 이상인 때에는 연장자 순. 다만, 투표 마감 시각 전까지 후보자가 1인이 될 경우 그 후보자를 당선자로 결정)
  - 비례대표의 경우 유효투표 총수의 100분의 5이상을 득표한 정당에 대하여 비례대표의회의원 선거에서 얻은 득표비율에 따라 비례대표의회의원 의석을 배분한다.

## 역대 지방선거 목록
| 선거명                      | 선거일           | 투표율 | 정수   | 선거방식 | 임기                             | 법정임기 |
| --------------------------- | ---------------- | ------ | ------ | -------- | -------------------------------- | -------- |
| 제1차 시·읍·면의회의원 선거 | 1952년 4월 25일  | 91     | 17,559 | 직선     |                                  | 4년      |
| 제1차 도의회의원 선거       | 1952년 5월 10일  | 81     | 306    | 직선     |                                  | 4년      |
| 제2차 시·읍·면의회의원 선거 | 1956년 8월 8일   | 87.2   | 16,961 | 직선     |                                  | 4년      |
| 제1차 시·읍·면장 선거       | 1956년 8월 8일   | 86.0   | 1,491  | 직선     |                                  | 4년      |
| 제2차 시·도의회의원 선거    | 1956년 8월 13일  | 86     | 437    | 직선     |                                  | 4년      |
| 제3차 시·도의회의원 선거    | 1960년 12월 12일 | 67.4   | 487    | 직선     |                                  | 4년      |
| 제3차 시·읍·면의회의원 선거 | 1960년 12월 19일 | 62.6   | 16,909 | 직선     |                                  | 4년      |
| 제2차 시·읍·면장 선거       | 1960년 12월 26일 | 54.6   | 1,468  | 직선     |                                  | 4년      |
| 서울시장·도지사 선거        | 1960년 12월 29일 | 38.8   | 10     | 직선     |                                  | 4년      |
| 시·군·구의회의원 선거       | 1991년 3월 26일  | 55.0   | 4,304  | 직선     | 1991년 7월 1일 ~ 1995년 6월 30일 | 4년      |
| 시·도의회의원 선거          | 1991년 6월 20일  | 58.9   | 866    | 직선     | 1991년 7월 1일 ~ 1995년 6월 30일 | 4년      |
| 제1회 전국동시지방선거      | 1995년 6월 27일  | 68.4   | 5,758  | 직선     | 1995년 7월 1일 ~ 1998년 6월 30일 | 3년      |
| 제2회 전국동시지방선거      | 1998년 6월 4일   | 52.7   | 4,428  | 직선     | 1998년 7월 1일 ~ 2002년 6월 30일 | 4년      |
| 제3회 전국동시지방선거      | 2002년 6월 13일  | 48.9   | 4,415  | 직선     | 2002년 7월 1일 ~ 2006년 6월 30일 | 4년      |
| 제4회 전국동시지방선거      | 2006년 5월 31일  | 51.3   | 3,872  | 직선     | 2006년 7월 1일 ~ 2010년 6월 30일 | 4년      |
| 제5회 전국동시지방선거      | 2010년 6월 2일   | 54.4   | 3,991  | 직선     | 2010년 7월 1일 ~ 2014년 6월 30일 | 4년      |
| 제6회 전국동시지방선거      | 2014년 6월 4일   | 56.8   | 3,952  | 직선     | 2014년 7월 1일 ~ 2018년 6월 30일 | 4년      |
| 제7회 전국동시지방선거      | 2018년 6월 13일  | 60.2   | 4,016  | 직선     | 2018년 7월 1일 ~ 2022년 6월 30일 | 4년      |
| 제8회 전국동시지방선거      | 2022년 6월 1일   | 50.9   | 4,125  | 직선     | 2022년 7월 1일 ~ 2026년 6월 30일 | 4년      |
| 제9회 전국동시지방선거      | 2026년 6월 3일   |        |        | 직선     | 2026년 7월 1일 ~ 2030년 6월 30일 | 4년      |

## 같이 보기
- 대한민국의 선거
- 대한민국의 선거구
- 대한민국의 대통령 선거
- 대한민국의 국회의원 선거
- 대한민국의 교육감 직접선거